# 近藤康男 (農業経済学者)
近藤 康男（こんどう やすお、1899年1月1日 - 2005年11月25日）は、日本の農業経済学者。東京大学名誉教授。一時は農林省統計調査局長を兼任し、後には武蔵大学教授などを歴任。

## 経歴
愛知県碧海郡六ツ美村大字井内（現・岡崎市井内町）で、農家に生まれる。1918年、愛知県立第二中学校（現・愛知県立岡崎高等学校）卒業。第八高等学校に進み、1925年に東京帝国大学農学部を卒業し、そのまま助手として大学に残った。1931年に助教授に昇任し、1935年には東京高等農林学校（東京農工大学の前身のひとつ）教授兼任、1939年には農林省統計官兼任となり、1941年に教授に昇任した。農地改革の必要性に言及した著書『転換期の農業問題』が問題となり、事実上追放される形で東京帝国大学を依願免職となる。
この間、1937年に「煙草専売制度ガ我国農家経済ニ及ボセル影響ノ研究」によって東京帝国大学から農学博士を授与された。
近藤は、初期にはヨハン・ハインリヒ・フォン・チューネンの『孤立国』の翻訳と研究（1928年）なども行なっているが、思想面ではローザ・ルクセンブルクの影響を色濃く受け、マルクス経済学の立場から農業経済学に取り組んでいたが、ルクセンブルクの思想の摂取をめぐって山田盛太郎から批判されることもあった。日本資本主義論争には積極的に関わらなかったとされるが、立場は講座派に近かったとされる。近藤は、東京帝国大学を離れた後、戦時下の1942年から東亜研究所に勤務し、他のマルクス主義経済学者の多くが経験したような投獄などは免れた。
戦後、1946年1月に農地審議会臨時委員に就き、3月に東京帝国大学農学部教授に復帰、以降、1947年から中央農地委員会に加わったのを始め、各種の行政委員会に加わり、さらに1947年から1950年にかけては農林省統計調査局長を兼任し、農地改革政策や、農林統計の改革に深く関わった。1957年には、当時正式国交のなかった中華人民共和国に初めて渡航した。
1959年に東京大学を定年退職して、武蔵大学教授に転じ、東京大学からは名誉教授の称を贈られた。その後には、農文協図書館理事長なども務めた。
近藤は、最晩年まで40坪ほどの自家菜園で農作物を栽培し続け、旺盛な研究心を持続していた。106歳没。

## おもな業績

### 単著
- 1928年 - チウネン「孤立国」の研究、西ヶ原刊行会
- 1931年 - 農業生産費の研究、西ヶ原刊行会
- 1932年 - 農業経済論、浅野書店（1937年改訂、時潮社）
- 1932年 - 蚕糸業統制論、明文堂
- 1934年 - 協同組合原論、高陽書院
- 1934年 - 農民経済の諸問題、日本評論社
- 1937年 - 煙草専売制度と農民経済、西ヶ原刊行会
- 1938年 - 農業簿記学、日本評論社
- 1939年 - 蔬菜栽培の経済調査、日本評論社
- 1939年 - 転換期の農業問題、日本評論社
- 1941年 - 農林統計改正要旨、日本評論社
- 1942年 - 満州農業経済論、日本評論社
- 1942年 - 日本農業経済論、日本評論社
- 1944年 - 南方農林水産資源総論（商工省、農林省、南方経済資源総覧第一巻）東亜政経社
- 1947年 - 戦後の農業問題、日本評論社
- 1947年 - 農村民主化の諸問題、家の光協会
- 1948年 - 農林統計の構想、農林統計協会
- 1948年 - 土地問題の展開、時潮社
- 1948年 - 農林統計の理念（国民大学文庫）政治教育協会
- 1948年 - 農業問題講和、山川書店
- 1950年 - 農業政策（上）、有斐閣
- 1950年 - 農林統計の諸問題、農林統計協会
- 1950年 - 小作料及び土地移動状況調査、農林統計協会
- 1950年 - 農地闇売買の実態（小作料及び土地移動調査其の二）、農林統計協会
- 1951年 - 農地改革の諸問題、有斐閣...毎日出版文化賞受賞
- 1953年 - 昭和26-27年農地移動に関する調査、農業統計協会
- 1955年 - 激動期の農村問題、東大出版会
- 1959年 - 日本農業の経済分析、岩波書店
- 1959年 - 新中国のあしおと、中央公論社
- 1959年 - 漁業経済概論、東大出版会
- 1962年 - 協同組合の理論（1966年新版、 御茶の水書房）

### 自伝
- 2001年 - 近藤康男三世紀を生きて、農山漁村文化協会

### その他の業績
編著等は多数にのぼるが、特に1955年の編著『日本の農業』は、毎日出版文化賞を受賞した。また、1970年代に『明治大正農政経済名著集』（全24巻）、『昭和前期農政経済名著集』（全22巻）の刊行に際し、責任編集として指揮をとったことも特筆される。